# Velvendo
Velvendo (griechisch Βελβεντό (n. sg.)), alternativ auch Velvendos (Βελβεντός (m. sg.)), ist eine Gemeinde im Südosten der griechischen Region Westmakedonien mit Verwaltungssitz in der gleichnamigen Kleinstadt Velvendo. Die Gemeinde wurde 1985 gegründet, 2011 zur Gemeinde Servia-Velvendo fusioniert und ist seit 2019 wieder eigenständig.

## Lage
Die Gemeinde Velvendo ist im Südosten Westmakedoniens an der Grenze zur Region Zentralmakedonien gelegen. Sie erstreckt sich über etwa 127 km² vom Aliakmonas und dem Polyfytos-Stausee südostwärts bis zum Hauptkamm des Pieria-Gebirges mit dem 2188 m hohen Flambouro. Jenseits im Südosten liegt die Nachbargemeinde Katerini, Servia liegt im Südwesten sowie am gegenüberliegenden Ufer des Polyfytos-Stausees. Im Norden bildet der Aliakmonas die Grenze zur Gemeinde Kozani.
Die Kleinstadt Velvendo liegt östlich oberhalb des Polyfytos-Stausees auf 420 Meter Höhe über dem Meer. Polyfyto liegt im Norden der Gemeinde, Agia Kyriaki liegt nordöstlich von Velvendo und Katafygio östlich.

## Verwaltungsgliederung
Velvendo wurde 1918 als Landgemeinde (Κοινότητα Βελβενδού Kinótita Velvendoú) der Präfektur Kozani gegründet. Die Namensänderung in (Κοινότητα Βελβεντού Kinótita Velvendoú) erfolgte 1940, Paliogratsano (Παληογρατσάνο) oder (Παλαιογράτσανο) wurde 1951 eingemeindet.
Mit der Eingemeindung der Landgemeinde Agia Kyriaki 1985 war gleichzeitig die Erhebung zur Stadtgemeinde verbunden. Ihren heutigen Zuschnitt erhielt die Gemeinde Velvendo durch den Anschluss der Landgemeinde Polyfyto (Κοινότητα Πολυφύτου Kinótita Polyfýtou) 1994 sowie der Landgemeinde Katafygio (Κοινότητα Καταφυγίου Kinótita Katafygíou) 1997. Nach dem Zusammenschluss mit den ehemaligen Gemeinden Kamvounia und Servia sowie der Landgemeinde Livadero im Zuge Verwaltungsreform 2010 bildete Velvendo einen der vier Gemeindebezirke der neuen Gemeinde Servia-Velvendo. Seit der Ausgliederung aus der Gemeinde Servia-Velvendo 2019 ist Velvendo wieder eigenständige Gemeinde mit Verwaltungssitz in der gleichnamigen Kleinstadt.
| Stadtbezirk Ortsgemeinschaft | griechischer Name               | Code     | Fläche (km²) | Einwohner 1991 | Einwohner 2001 | Einwohner 2011 | Dörfer und Siedlungen   |
| ---------------------------- | ------------------------------- | -------- | ------------ | -------------- | -------------- | -------------- | ----------------------- |
| Velvendo                     | Δημοτική Κοινότητα Βελβεντού    | 14050101 | 55,234       | 3.577          | 3.504          | 3.399          | Velvendo, Paliogratsano |
| Agia Kyriaki                 | Τοπική Κοινότητα Αγίας Κυριακής | 14050102 | 18,041       | 0017           | 0059           | 0014           | Agia Kyriaki            |
| Katafygio                    | Τοπική Κοινότητα Καταφυγίου     | 14050103 | 43,908       | 0218           | 0174           | 0028           | Katafygio               |
| Polyfyto                     | Τοπική Κοινότητα Πολυφύτου      | 14050104 | 09,922       | 0031           | 0017           | 0007           | Polyfyto                |
| Gesamt                       | Gesamt                          | 140501   | 127,105      | 3.691          | 3.754          | 3.448          |                         |